# Tenerife Ladies Open 2021
El Tenerife Ladies Open 2021 fue un torneo de tenis jugado en canchas duras al aire libre en la Abama Tennis Academy de Guía de Isora, España, del 18 al 24 de octubre de 2021. Formó parte del circuito de la WTA en la categoría WTA 250.

## Distribución de puntos
| Modalidad           | Campeona | Finalista | Semifinales | Cuartos de final | 2ª ronda | 1ª ronda | Clasificadas | 3ª ronda de clasificación | 2ª ronda de clasificación | 1ª ronda de clasificación |
| Individual femenino | 280      | 180       | 110         | 60               | 30       | 1        | 18           | 14                        | 10                        | 1                         |
| Dobles femenino     | 280      | 180       | 110         | 60               | -        | 1        | -            | -                         | -                         | -                         |

## Cabezas de serie

### Individuales femenino
| Tenista           | Ranking | Preclasificado |
| Elina Svitólina   | 7       | 1              |
| Tamara Zidanšek   | 33      | 2              |
| Sara Sorribes     | 35      | 3              |
| Camila Giorgi     | 38      | 4              |
| Viktorija Golubic | 46      | 5              |
| Shuai Zhang       | 48      | 6              |
| Clara Tauson      | 49      | 7              |
| Alison Riske      | 51      | 8              |

- Ranking del 4 de octubre de 2021[2]

### Dobles femenino
| Tenistas                        | Ranking | Preclasificados |
| Darija Jurak Andreja Klepač     | 43      | 1               |
| Eri Hozumi Shuai Zhang          | 91      | 2               |
| Lyudmyla Kichenok Marta Kostyuk | 122     | 3               |
| Ulrikke Eikeri Ellen Perez      | 127     | 4               |

## Campeonas

### Individual femenino
Ann Li venció a  María Camila Osorio por 6-1, 6-4

### Dobles femenino
Ulrikke Eikeri /  Ellen Perez vencieron a  Lyudmyla Kichenok /  Marta Kostyuk por 6-3, 6-3